# Theodosia Grace Ammons
Theodosia Grace Ammons (Macon, 3 août 1861 – Denver, 17 juillet 1907) est une suffragette américaine, cofondatrice avec Eliza Pickrell Routt (en) du Département d’économie domestique au Colorado Agricultural College, et la première femme à occuper le poste de doyenne dans cet établissement.

## Jeunesse
Theodosia Grace Ammons naît le 3 août 1861 en Caroline du Nord. Elle déménage à Denver, Colorado, avec sa famille durant son enfance.  Son père est pasteur baptiste. Son frère, Elias M. Ammons (en), et son neveu, Teller Ammons (en), deviennent gouverneurs du Colorado,.
Elle est diplômée du lycée de Denver et commence sa carrière comme enseignante.

## Collaboration avec Eliza Pickrell Routt
Theodosia Ammons rencontre Eliza Pickrell Routt par leur travail pour le droit de vote des femmes. Ensemble, elles fondent en 1895 le Département d'économie domestique au Colorado Agricultural College (aujourd'hui Colorado State University), où Ammons devient la première femme membre du corps professoral.  En 1902, le programme est renommé Département des sciences domestiques. Ammons y promeut des méthodes scientifiques pour la cuisine, l'hygiène et l’aménagement intérieur des foyers.  
Elle devient Dean of Woman's Work à l'université, première femme à atteindre ce rang.  
Elle dirige le programme d'économie domestique à l'école Chautauqua du Colorado et conçoit un modèle de maison, le Gwenthean Cottage, pour illustrer les meilleures pratiques en santé et efficience,,.

## Engagement pour le suffrage féminin
Theodosia Ammons préside l'Association pour le suffrage égalitaire du Colorado. Elle participe à une convention nationale pour le suffrage égalitaire à Washington D.C. en 1902 et intervient lors d'une audience au Congrès pour représenter les électrices du Colorado. En 1903, elle représente le Colorado lors d'une convention nationale pour le suffrage des femmes à La Nouvelle-Orléans.  

## Décès et héritage
Theodosia Grace Ammons meurt le 17 juillet 1907 à Denver, à l'âge de 45 ans. Ses archives sont conservées à l'université Colorado State. 
Elle est l'une des 24 premières femmes mises à l’honneur dans l'exposition Her Legacy: Women of Fort Collins de Zonta International.  
En 2022, elle est intronisée au Colorado Women's Hall of Fame.